# Scombridae
Scombridae é uma família de peixes perciformes que inclui muitas das variedades pescadas para  alimentação, entre as quais os atuns, cavalas e serras. A família inclui 51 espécies agrupadas em 15 géneros e duas subfamílias. A subfamília Scombrinae agrupa todas as espécies, excepto Gasterochisma melampus, que constitui o único membro da subfamília monotípica Gasterochismatinae.

## Descrição
Os escombrídeos apresentam duas barbatanas dorsais, a segunda das quais dividida e um conjunto de pequenas protuberâncias, as pínulas, atrás das barbatanas dorsais e da barbatana anal. A barbatana caudal é fortemente dividida e rígida, com uma base afilada e estriada. A primeira barbatana dorsal e as barbatanas pélvicas estão posicionadas de forma a poderem ser retraídas para comissuras existente ao longo do corpo. O comprimento das espécies varia desde 20 cm na espécie Rastrelliger faughni até aos 4,58 m registados na espécie Thunnus thynnus (o atum-rabilho do Atlântico).
As espécies da família Scombridae são geralmente predadores, em geral predadores de topo nos respectivos ecossistemas, sendo todos pelágicos, preferindo as águas tropicais e temperadas do oceano profundo. São espécies fusiformes, com corpos hidrodinamicamente adaptadas a velocidades elevadas, barbatanas retrácteis e grande capacidade de aceleração brusca e de mergulho rápido e profundo.
Alguns membros da família, em particular os atuns, são notáveis por serem parcialmente endotérmicos (de sangue quente), uma característica que lhes permite manter grande actividade e elevadas velocidades dada a maior disponibilidade energética que propicia face à maioria dos peixes. Outras adaptações incluem a presença de grandes massas de músculo vermelho, permitindo manter actividade durante períodos longos. Entre os Scombridae mais rápidos, registe-se a cavala-da-índia (Acanthocybium solandri) e a albacora (Thunnus albacares), espécies que atingem velocidades de 75 km/h em arrancadas de curta duração.

## Classificação
Jordan, Evermann and Clark (1930) dividiram estes peixes em quatro famílias: Cybiidae, Katsuwonidae, Scombridae e Thunnidae, mas os taxonomistas agruparam-nos numa única família, os Scombridae.
As 51 espécies extantes estão agrupadas em 15 géneros e duas subfamílias – com a subfamília Scombrinae subdividida em quatro tribos, da forma seguinte:
Família Scombridae
- Subfamília Gasterochismatinae
  - Género Gasterochisma
- Subfamília Scombrinae
  - Tribo Scombrini
    - Género Rastrelliger
    - Género Scomber

  - Tribo Scomberomorini
    - Género Acanthocybium
    - Género Grammatorcynus
    - Género Orcynopsis
    - Género Scomberomorus

  - Tribo Sardini
    - Género Sarda
    - Género Cybiosarda
    - Género Gymnosarda

  - Tribo Thunnini
    - Género Allothunnus
    - Género Auxis
    - Género Euthynnus
    - Género Katsuwonus
    - Género Thunnus